# Tencent QQ
QQ est le système de messagerie instantanée propriétaire le plus utilisé en Chine après WeChat. Il est la propriété du groupe Tencent Inc. Depuis son entrée dans les ménages chinois, QQ est rapidement devenu un phénomène culturel, et fait maintenant partie intégrante de la culture populaire. Hormis le programme de messagerie, QQ a également développé beaucoup de produits dérivés, notamment des jeux, des animaux de compagnie, des apps accompagnés ou des sons à télécharger.
Le 1er décembre 2014, on pouvait compter 853 millions de comptes actifs, faisant probablement de Tencent QQ la deuxième communauté virtuelle la plus importante au monde derrière Facebook. Le nombre d'utilisateurs connectés simultanément a déjà dépassé les 100 millions.

## Appellations
Le nom original de QQ est OICQ (signifiant OpenICQ ou encore Oh, I seek you, dont la traduction littérale est « Oh, je te cherche » ). Cependant, en raison de l'infraction possible de marque déposée avec une autre messagerie instantanée populaire (ICQ), et également à cause du fait que ni le programme ni le protocole n'est considéré « open », il a été modifié en QQ.

## Utilisation
Au 5 mars 2005, il y avait en moyenne 9 millions de personnes en ligne à n'importe quelle heure sur le serveur chinois. En mars 2010, selon le site QQ, il y aurait 1 milliard de comptes, dont 500 millions actifs, et environ 90 millions d'utilisateurs connectés simultanément. Le 11 juillet 2011, on pouvait compter 812,3 millions de comptes actifs, faisant probablement de Tencent QQ la deuxième communauté virtuelle la plus importante au monde. Le nombre d'utilisateurs connectés simultanément a déjà dépassé les 100 millions.
À l'extérieur de la Chine, l'utilisation de QQ est extrêmement limitée, excepté en Afrique du Sud, où il a été employé pendant au moins deux ou trois années et a inspiré une chanson par un groupe de musique local The Finkelsteins appelé « QQ me ». QQ est employé par les personnes qui veulent communiquer avec des personnes à l'intérieur de ces pays, par exemple les expatriés, les étudiants internationaux ou encore les personnes étudiant le chinois.
Après le tremblement de terre 2006 de Hengchun, des câbles sous-marins trans-pacifiques ont été endommagés, et beaucoup de Chinois ont basculé vers QQ à cause de l'indisponibilité des autres solutions de messagerie instantanée.

## Histoire
Tencent est né à Shenzhen, en République populaire de Chine, en novembre 1998. La plateforme de messagerie instantanée de Tencent « QQ » a été officiellement lancée en février 1999. Le 16 juillet 2004, après des années de croissance forte, les actions de Tencent (SEHK 700) ont été introduites au premier marché à la bourse de Hong Kong.

## Développement
Le développement de QQ a commencé en février 1999 par la compagnie Tencent Inc.. À l'origine, le logiciel a été présenté comme une simple messagerie instantanée. Puis d'autres fonctionnalités ont été successivement ajoutées, tels des salons de discussion, des jeux, des avatars (semblables au service « Meego » proposé par WLM), un espace de stockage sur Internet, ainsi qu'un service de rencontres sur le Net. La plupart de ces ajouts étaient gratuits. La variété de modules d'extension et l'interface facile à utiliser ont fait de QQ un programme très populaire, plus particulièrement chez les étudiants. En quelques années, QQ est ainsi devenu la messagerie instantanée la plus populaire en Chine.

La version actuelle de QQ est QQ2011. De manière périodique, Tencent personnalise QQ selon les événements spéciaux (JO de Pékin 2008, nouvelle année chinoise). Le client officiel QQ, à l'origine uniquement disponible sur Windows, est dorénavant supporté par systèmes linux, Android et iOS avec des fonctionnalités néanmoins restreintes. Des clients alternatifs permettent également de se connecter au réseau QQ en installant Pidgin (précédemment Gaim, muni d'un plugin pour QQ). Les utilisateurs de systèmes Mac OS peuvent aussi utiliser cette technique pour communiquer via QQ. Une version Web, programmée en Ajax, est sortie : WebQQ, ce qui rend QQ virtuellement indépendant du système. 
QQ permet actuellement l'inscription gratuite pour les membres. En 2002, Tencent avait cessé sa libre adhésion, obligeant tous les nouveaux membres à payer une taxe. Toutefois, l'enregistrement gratuit a été remis en place en 2003 en raison de la pression exercée par d'autres messageries instantanées telles que WLM et Sina UC. Tencent offre actuellement une adhésion Premium, qui offre des fonctionnalités telles que QQ Mobile, les téléchargements de sonneries ainsi que l'envoi et la réception de SMS, mais un certain nombre d'utilisateurs QQ ne sont pas prêts à payer le prix de 10 yuans, soit environ 1,5 $ US par mois. Tencent offre aussi sept versions d'adhésion dites Diamond, qui permettent d'accéder aux différents services QQ :
- Red : accès aux services QQ
- Yellow : QZone (service similaire à un blog)
- Blue : accès aux jeux
- Purple : qui est partagé entre trois jeux de Tencent, QQNana, un jeu de danse coréenne, QQTang, un jeu d'action et QQSpeed, un jeu de course
- Pink : accès aux QQpet, un jeu d'élevage d'animaux de compagnie.
- Green : accès à QQ Music, qui est un logiciel permettant d'écouter de la musique directement depuis les serveurs QQ. Ce service ne nécessite pas de téléchargement supplémentaire mais utilise souvent beaucoup d'espace disque à cause de la mise en cache des fichiers
- VIP : version de bêta-testeur, sans publicité
- Black : accès à DNF, un jeu PvP dont le nom chinois est 地下城与勇士 (traduction littérale : Les guerriers et la ville souterraine).

Depuis 2009, QQ se lance à l'international en proposant une version entièrement anglaise de son IM. Actuellement QQ est disponible sur son site officiel en chinois, anglais, français et japonais.

## Produits dérivés
Utilisant la popularité de sa marque, Tencent QQ a ouvert un grand nombre de boutiques Q-Gen vendant de nombreux produits dérivés tels que des sacs, des montres, des habits ainsi que des jouets à l'effigie de la mascotte manchot.

## Controverses
À différentes reprises, QQ a dû faire face à des critiques ainsi que des controverses.
Les utilisateurs de QQ se plaignent que l'entreprise fournit de moins en moins de services gratuits et de plus en plus d'extensions payantes. De plus, le client se ferait de plus en plus lourd en demande de ressources.
En raison des nombreuses publicités et processus ajoutés à son logiciel, Tencent QQ a été étiqueté comme logiciel malveillant par différents fournisseurs d'anti-virus et d'anti-spyware,,.
En août 2004, QQ Games lance un système de filtrage des mots tels que 钓鱼岛 (îles Diaoyu) ou 保钓 (mouvement de protection des îles). La controverse qui s'est ensuivie a obligé Tencent Inc à retirer le filtrage.[réf. nécessaire]
Le 21 juillet 2005, Tencent annonce son intention de suivre les ordres de la police de Shenzhen et d'obliger les administrateurs et fondateurs de groupes de discussion QQ à fournir un vrai nom pour l'enregistrement. La polémique qui s'est ensuivie ainsi que la difficulté de mise en application ont entraîné l'annulation de cette décision.
Tencent QQ est aussi connu pour copier ses compétiteurs, ICQ notamment lors des débuts. Les premières versions pour Microsoft Windows du client de messagerie QQ étaient quasi identiques à ce dernier, mais a été ensuite développé vers une version de WLM. Des copies de codes auraient également été faites sur des logiciels concurrents, comme Skype.
En 2008, Tencent a fait condamner un développeur qui proposait une extension gratuite de son logiciel, extension qui venait en concurrence de certains services payants de l'éditeur.

## Clients
De nombreux clients de messagerie instantanée ont ajouté le protocole de la messagerie QQ à leurs services:
- http://web.qq.com – webchat décliné en deux versions ; SmartQQ (HTML5) et 原webQQ（HTML + Adobe Flash)).
- Empathy –  Gnome (Linux-Ubuntu)
- Eva – Client sous KDE (Linux et ports)
- Adium – Client libre multi-protocole pour Mac OS X
- Carrier
- Miranda IM – Logiciel libre multi-protocole pour Windows
- LumaQQ – Logiciel libre en Java

### Ne supporte plus QQ
- Pidgin (ex-Gaim) – Logiciel libre multi-protocole pour Linux, Mac OS X, Unix et Windows
- Instantbird – Logiciel libre en XUL